# Nymphon hirtipes
Nymphon hirtipes is een zeespin uit de familie Nymphonidae. De soort behoort tot het geslacht Nymphon. Nymphon hirtipes werd in 1853 voor het eerst wetenschappelijk beschreven door Bell. 